# Psychoda pusilla
Psychoda pusilla är en tvåvingeart som beskrevs av Tonnoir 1922. Psychoda pusilla ingår i släktet Psychoda och familjen fjärilsmyggor. Inga underarter finns listade i Catalogue of Life.